# Neonesidea kauaiensis
Neonesidea kauaiensis är en kräftdjursart som först beskrevs av Holden 1967.  Neonesidea kauaiensis ingår i släktet Neonesidea och familjen Bairdiidae. Inga underarter finns listade i Catalogue of Life.